# Grande Prêmio de Kalmar
O Grande Prêmio de Kalmar (oficialmente: Hansa Bygg Grand Prix Kalmar) é uma carreira ciclista profissional de um dia que faz parte de um conjunto de diferentes carreiras disputadas anualmente a princípios do mês de agosto na cidade de Kalmar na província de Småland na Suécia.
A primeira edição disputou-se no ano de 2017 fazendo parte do UCI Europe Tour como carreira de categoria 1.2 e foi vencida pelo ciclista dinamarquês Rasmus Bøgh Wallin.

## Palmarés
| Ano  | Vencedor           | Segundo                      | Terceiro               |
| ---- | ------------------ | ---------------------------- | ---------------------- |
| 2017 | Rasmus Bøgh Wallin | Jonas Ahlstrand              | Jonas Aaen Jørgensen   |
| 2018 | Gustav Höög        | Sindre Bjerkestrand Haugsvær | Frederik Irgens Jensen |
| 2019 | Norman Vahtra      | Rait Ärm                     | Ramon Van Bokhoven     |

## Palmarés por países
| País      | Vitórias |
| --------- | -------- |
| Dinamarca | 1        |
| Suécia    | 1        |
| Estónia   | 1        |